# Système financier international
 (août 2007).
Si vous disposez d'ouvrages ou d'articles de référence ou si vous connaissez des sites web de qualité traitant du thème abordé ici, merci de compléter l'article en donnant les références utiles à sa vérifiabilité et en les liant à la section « Notes et références ».
 (septembre 2016).
Améliorez-le ou discutez des points à vérifier. 

Nombre de pays ayant une crise bancaire chaque année depuis 1800. Ceci est basé sur
This time is different: Eight centuries of financial folly, qui couvre seulement 70 pays. La tendance générale à la hausse pourrait être attribuée à plusieurs facteurs. L'une d'entre elles est une augmentation progressive du pourcentage de personnes qui reçoivent de l'argent pour leur travail. L'aspect remarquable de cette figure est la quasi-absence de crises bancaires au cours de la période des accords de Bretton Woods, 1945 à 1971. Cette analyse est similaire à la Figure 10.1 Reinhart et Rogoff (2009). Pour plus de détails, consultez le fichier d'aide pour bankingCrises dans l'ensemble de Ecdat disponible sur le Comprehensive R Archive Network (CRAN).

Le système financier international est l'architecture normative et institutionnelle qui structure les échanges appartenant à la finance internationale. Ce système facilite la rencontre entre l'offre et la demande de capitaux (fonds prêtables), d'actifs financiers ou encore de devises. Le système monétaire international est la composante monétaire du système financier international, qui règle les échanges de devises.

## Historique

### Processus de mondialisation financière
La mondialisation financière désigne l'internationalisation croissante de la finance et l'unification progressive des marchés financiers sur la planète. Elle est permise par l'extension internationale d'entreprises qualifiées de multinationales, qui peuvent ainsi emprunter des fonds où elles le souhaitent. Le processus de mondialisation financière est fondé sur ce qu'Henri Bourguinat appela la règle des trois D, à savoir la désintermédiation, le décloisonnement et la déréglementation.
La désintermédiation désigne l'accès direct qu'ont aujourd'hui les entreprises aux marchés financiers pour se financer. Cela relègue les banques, qui octroient traditionnellement du crédit, au second plan. La déréglementation, elle, désigne le mouvement par lequel les gouvernements et les autorités monétaires des principaux pays industrialisés ont aboli les réglementations bancaires et financières de manière à faciliter la circulation internationale du capital, censée favoriser la croissance des entreprises.
La mondialisation financière est historiquement passée par ce que l'on a appelé les euromarchés, c'est-à-dire la création de marchés de capitaux de long terme à l'étranger, où l'on échange des monnaies qui ne sont pas celles du pays où l'opération financière a eu lieu. Ce processus a créé des nœuds d'échanges internationaux et favorisé l'émergence d'un système bancaire international ; ainsi, un crédit bancaire peut être accordé à une entreprise française aux États-Unis, ce qui était impossible par le passé.
La mondialisation financière a été favorisée par plusieurs mouvements des marchés. Tout d'abord, dans les années 1950, lorsque l'Union Soviétique a souhaité placer les dollars qu'elle détenait sur les marchés européens afin de se soustraire à la puissance américaine ; ensuite, le système des pétrodollars et de leur recyclage, qui, après 1973, ont permis aux pays exportateurs de pétrole (OPEP) d'investir leurs fonds dans les marchés internationaux.

### Mouvements de capitaux aujourd'hui
La mondialisation financière est un processus continu et évolutif. Les modalités de placements de capitaux dans le système financier international ont donc évolué et se sont sophistiquées. Les entrées de capitaux étrangers par acquisition d'actions peuvent s'effectuer sous forme d'investissements directs ou de placements de portefeuille. Une prise de participation étrangère est qualifiée investissement direct quand le détenteur étranger possède plus de 10 % des actions d'une entreprise. Une détention par un organe étranger inférieure à 10 % des actions est souvent un placement de portefeuille (le but des placements de portefeuille est de diversifier les titres mondialement et de répartir ainsi les risques, il peut s'agir de placements spéculatifs lorsqu'ils sont à court terme). Les placements et investissements à - et de - l'étranger varient selon l'évolution de l'attractivité de chaque pays, mais se sont généralement développés dans le monde ces dernières années.

## Politique monétaire internationale
Les banques centrales sont des acteurs majeurs du système financier international. Leurs politiques monétaires peuvent affecter tous les pays dès lors que le pays de la banque centrale constitue un nœud économique pour diverses régions du monde. Une étude menée en 2021 par la Banque centrale européenne montre les effets internationaux en chaîne du resserrement de la politique monétaire des deux plus grandes banques centrales du monde, la Fed et la BCE.

## Conséquences et débats

### Effets positifs
L'un des avantages attendus de la mondialisation financière c'est la possibilité d'utiliser les capitaux disponibles là où l'on en a besoin. Ainsi, les pays qui peuvent proposer de bons projets d'investissement, mais qui n'ont pas de capitaux nationaux, peuvent quand même lancer ces nouveaux investissements et soutenir leur croissance.
Cette possibilité de placement au niveau mondial permet du même coup aux détenteurs de capitaux de diversifier leurs risques en plaçant des ressources dans des endroits différents.
D'une manière générale, la libre circulation des capitaux permet aux pays qui disposent d'un surplus d'épargne de le transférer vers les pays qui en manquent et en ont besoin. Il devrait en résulter plus de croissance et plus d'emploi pour tous ...

### Effets négatifs
De la mondialisation financière résultent également de nombreux risques comme la perte d'autonomie des économies nationales.
Avec la mondialisation financière, les capitaux circulent librement d'une nation à l'autre. L'importance de ces mouvements soumet les gouvernements à de nombreuses contraintes économiques.
Quand un montant important arrive dans un marché, la valeur de la monnaie va augmenter, toutes choses égales par ailleurs.
À l'inverse quand des capitaux importants sortent d'un territoire, la valeur de sa monnaie tend à diminuer.
Les gouvernements doivent donc tout mettre en œuvre pour attirer les capitaux en maintenant des taux d'intérêt élevés. 
Quand la valeur d'une monnaie est menacée les investisseurs se retirent.
Hyman Minsky met en lumière le caractère endogène des crises du système financier dans son hypothèse de l’instabilité financière. Elles sont favorisées par la dérégulation et la libéralisation des échanges, qui soumet le système à des crises cycliques violentes.